# Ajjagonahalli, Tumkur
Ajjagonahalli là một làng thuộc tehsil Tumkur, huyện Tumkur, bang Karnataka, Ấn Độ.